# Trait (linguistique)
Pour les articles homonymes, voir Trait.
En linguistique, un trait est une caractéristique d'un élément donné. Il s'agit d'un terme générique fédérant un grand nombre de termes techniques plus spécialisés.
Type de traits :
- trait acoustique : fréquence, amplitude, spectre, formants, durée.
- trait phonétique : consonantique, vocalique, voisée, ouverture, arrondie, avancement, etc.
- trait distinctif, mérisme : selon la langue
- trait phonologique : selon la langue
- trait prosodique : ton, intonation, durée.
- trait sémantique.

## Trait phonétique
Un trait phonétique est une caractéristique phonétique d'un phone et, le plus souvent, d'un phonème, mais le terme peut s'appliquer à tout son ou ensemble de sons, de quelque taille qu'il soit.
L'occlusion est un des traits phonétiques de la consonne [m] : pour la prononcer, le locuteur utilise l'occlusion des lèvres. Cette consonne a d'autres traits phonétiques : elle est  bilabiale, continu, nasale, etc..
Les traits phonétiques de base pour décrire une consonne sont le point d'articulation, le mode d'articulation et la nasalité.
Les traits phonétiques de base d'une voyelle sont le point d'articulation, la nasalité, l'aperture (ou degré d'ouverture de la bouche) et l'arrondissement des lèvres.
Le trait phonétique correspond donc à l'exécution d'un mouvement articulatoire de la bouche. Néanmoins, au niveau de la réception des sons, il peut correspondre aux caractéristiques acoustiques d'un son tel qu'il est perçu. En effet, une personne qui ne connaît pas une langue ne pourra pas en entendre tous les traits phonétiques.

## Trait sémantique
On peut aussi parler de traits sémantiques pour des éléments de sens, à l'intérieur d'un mot, qui sont inférieurs ou égaux aux sèmes. Un sème est en fait un cas de trait sémantique. La différence est que le sème est un trait tout à fait perceptible alors qu'il existe des traits sémantiques qui le sont beaucoup moins puisque souvent induits par le contexte ou par la situation d'énonciation. On voit alors que le terme trait est beaucoup plus large que le terme sème. Il s'agit d'un échelon de mesure inférieur au sème.
Par exemple, il y a plusieurs sèmes dans le mot aube : le sème du « commencement », le sème du « temps » et même le sème de la « blancheur » (aube vient du latin alba) bien que ce dernier soit peu perceptible pour un non latiniste. Toutefois, le nombre de traits sémantiques est bien plus élevé et dépend du contexte. Il est différent pour chaque locuteur et interlocuteur et s'agit vraiment d'un terme générique. Dans un poème, le mot aube contiendra le trait de « moment poétique décrit par Homère qui évoque alors les doigts de rose » Pour un latiniste, le trait sémantique de la « blancheur » sera plus important dans ce mot, mais pour une personne d'église, le trait sémantique de connotation de l'aube, « vêtement blanc des prêtres », sera présent et influencera sa manière d'employer le terme.
La notion de trait sémantique regroupe ainsi tout ce qui a du sens dans une situation donnée, et le sème est un trait sémantique perceptible par tous dans toute situation. Le sème concerne la dénotation et la part évidente de la connotation d'un mot, et le trait sémantique sert à désigner tout élément de sens, connoté et dénoté.
Selon les théories, les traits peuvent être binaires ou flous.
Voici des exemples de traits :
- +/- borné
- +/- dynamique
- +/- statif

## Trait grammatical
En syntaxe, le trait morphosyntaxique est une propriété des mots à laquelle la syntaxe est sensible et qui peut déterminer la forme particulière d'un mot. Donc, le trait morphosyntaxique est cette chose abstraite qui tiendrait compte des relations d'accord à l'intérieur des mots ou des phrases. Par exemple celui-ci serait responsable de l'ajout des suffixes, préfixes, etc. Ces ajouts sont les traits grammaticaux.
Le trait grammatical est une catégorie d'ordre grammatical et linguistique permettant de décrire les flexions morphologiques des mots variables d'une langue. Les traits ne sont pas tous représentés dans toutes les langues, et chaque trait se subdivise en catégories de nombre variable dans les langues concernées.
Les principaux traits grammaticaux sont les suivants :
- la nature ou classe lexicale (nom, verbe, adjectif, etc.) ;
- le genre (masculin, féminin, neutre, etc.) ;
- le nombre (singulier, duel, pluriel, etc.) ;
- la personne (1re, 2e et 3e) ;
- le cas (nominatif, accusatif, régime, etc.) ;
- le temps (imparfait, présent, futur antérieur, etc.) ;
- le mode (indicatif, subjonctif, infinitif, etc.) ;
- la fonction (sujet, épithète, COD, etc.) ;
- la voix (active, moyenne, passive) ;
- l'aspect (duratif, progressif, perfectif, etc.)

Tous les traits qui ont donc un effet sur l'interprétation sémantique d'un mot, sont des traits interprétables. En plus de changer la morphologie du mot, ils peuvent aussi changer son sens :
- trait nombre (pluriel) : homme devient hommes
- trait genre (féminin) : chanteur devient chanteuse.

Dans un arbre syntaxique, les traits grammaticaux sont des traits interprétables, et les traits de cas (nominatif, accusatif) sont des traits ininterprétables.
Après avoir déterminé les traits nécessaires d’une langue, on peut les utiliser pour déterminer la manière dont certains mots sont interprétés ou prononcés. On nomme cela les règles d’interface. Ces règles vont associer une structure syntaxique ayant des traits à une structure morphologique et à une interprétation sémantique. Les règles d’interface vont souvent travailler de manière hiérarchique : lexique - morphologie dérivationnelle - syntaxe - morphologie flexionnelle - phonologie - sémantique. Ce sont les composantes morphologiques et sémantiques de la grammaire qui vont nous permettre d'interpréter les traits morphosyntaxiques.
Pour bien illustrer les exemples suivants, le nom dogs en anglais (trait pluriel) sera utilisé.
Un exemple de règle d’interface morphologique:
- Prononcer un nom pluriel en prononçant la base (dog) + le suffixe ‘s’

Un exemple de règle d’interface sémantique :
- Interpréter un nom spécifié pluriel (dogs) en faisant référence à un groupe d’entités, soit un groupe de chiens.

Le trait syntaxique pluriel sert de pont entre le son et le sens et est un lien qui permet de savoir comment la phrase est prononcée et ce qu'elle signifie.